# 謝苗諾夫斯科耶湖
謝苗諾夫斯科耶湖（羅馬化：Semyonovskoye Lake）是俄羅斯西北部的大型淡水湖，位於摩爾曼斯克州科拉半島內的摩爾曼斯克，海拔高度98米，長780米、闊580米，面積0.195平方公里，平均水深18米，在每年11月開始結冰，直至翌年5月下旬。